# Парышков
Па́рышков (укр. Паришків) — село, входит в Барышевскую поселковую общину Броварского района Киевской области Украины. До 2020 года входило в состав Барышевского района.
Население по переписи 2001 года составляло 630 человек. Почтовый индекс — 07522. Телефонный код — 4576. Занимает площадь 3,86 км².

## Местный совет
07522, Киевская обл., Барышевский р-н, c. Парышков, ул. Голосеевская, 22